# Tour de France 1972
| 59. Tour de France 1972 – Endstand |                       |                           |
| Streckenlänge                      | 20 Etappen, 3846,6 km | 20 Etappen, 3846,6 km     |
| Toursieger                         | Eddy Merckx           | 108:17:18 h (35,522 km/h) |
| Zweiter                            | Felice Gimondi        | + 10:41 min               |
| Dritter                            | Raymond Poulidor      | + 11:34 min               |
| Vierter                            | Lucien Van Impe       | + 16:45 min               |
| Fünfter                            | Joop Zoetemelk        | + 19:09 min               |
| Sechster                           | Mariano Martínez      | + 21:31 min               |
| Siebenter                          | Yves Hézard           | + 21:52 min               |
| Achter                             | Joaquim Agostinho     | + 34:16 min               |
| Neunter                            | Bernard Thévenet      | + 37:11 min               |
| Zehnter                            | Edouard Janssens      | + 42:33 min               |
| Punktewertung                      | Eddy Merckx           | 196 P.                    |
| Zweiter                            | Rik Van Linden        | 135 P.                    |
| Dritter                            | Joop Zoetemelk        | 132 P.                    |
| Bergwertung                        | Lucien Van Impe       | 229 P.                    |
| Zweiter                            | Eddy Merckx           | 211 P.                    |
| Dritter                            | Joaquim Agostinho     | 163 P.                    |
| Teamwertung                        | Gan-Mercier           | Gan-Mercier               |

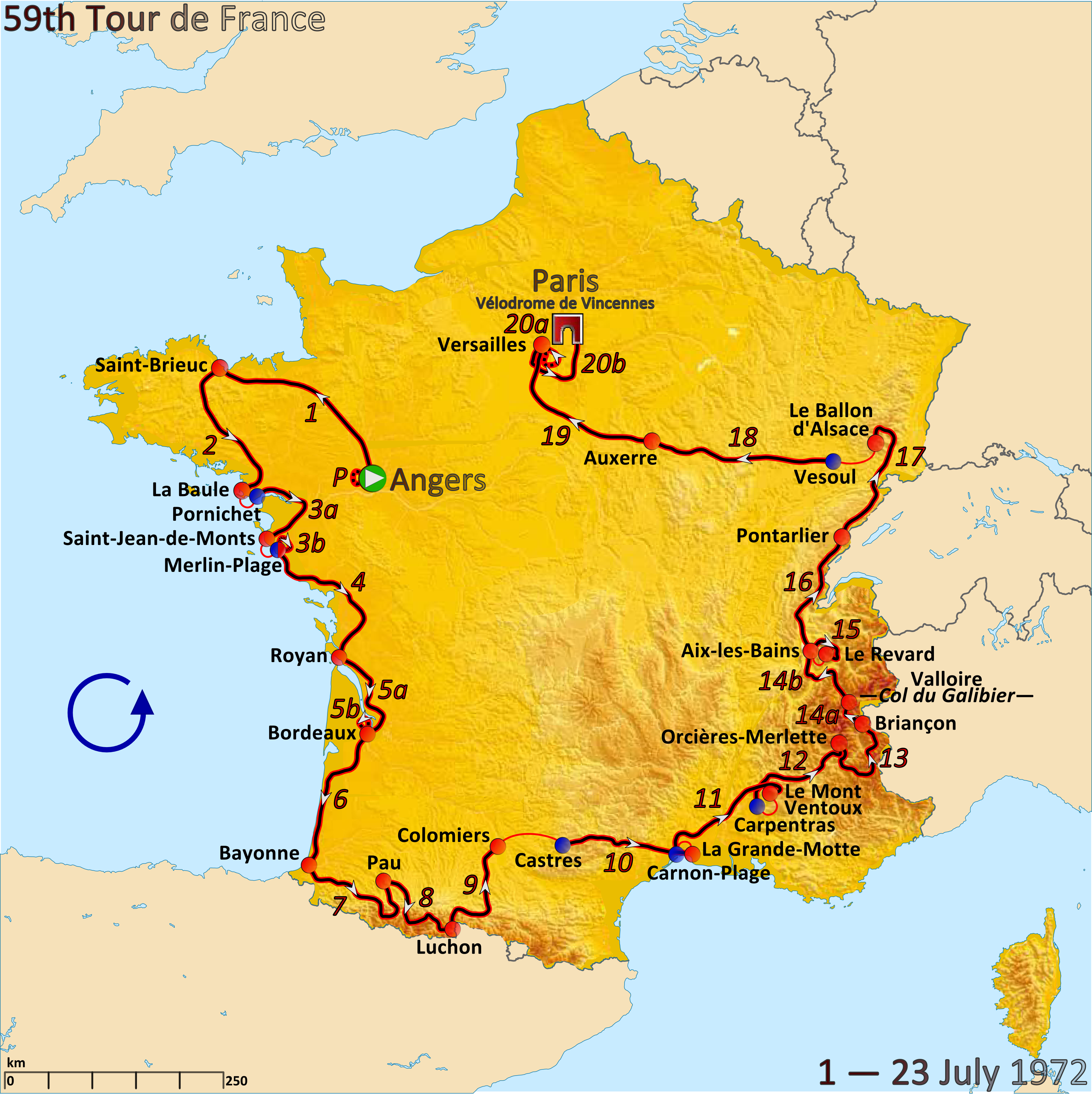
Streckenkarte der Tour de France 1972

Die 59. Tour de France fand vom 1. bis 23. Juli 1972 statt und führte auf 20 Etappen über 3847 km.
Gesamtsieger wurde der Belgier Eddy Merckx, dem seine vierte von insgesamt fünf Tour-de-France-Siegen gelang. Es nahmen 132 Radrennfahrer an der Rundfahrt teil, von denen 88 klassifiziert wurden.

## Teilnehmende Mannschaften
| Profi-Radsportteams (12)- Molteni - Beaulieu-Flandria - Sonolor - Peugeot-BP-Michelin - Van Cauter-Magniflex-de Gribaldy - BiC - Gan-Mercier-Hutchinson - Rokado-Colders - Salvarani - Goudsmit-Hoff - Gitane - Watney-Avia |
| |

## Rennverlauf
Merckx übernahm nach dem gewonnenen Prolog das Gelbe Trikot, das er am nächsten Tag auf der ersten Etappe an französischen Etappensieger Cyrille Guimard verlor. Guimard fuhr bis zur Pyrenäenetappe nach Luchon in gelb, dort nahm ihm Merckx über zwei Minuten ab und übernahm die Gesamtführung, die er bis ins Ziel nach Paris verteidigte. Auf den Etappen nach Briançon und zum Col du Galibier sowie im letzten Einzelzeitfahren baute Merckx seine Führung durch Etappensiege weiter aus.
Dennoch zeigte Guimard eine gute Leistung in den Bergen und holte nach seinen beiden Etappensiegen zu Beginn der Rundfahrt auf der ersten und vierten Etappe auch noch zwei Siege in den Alpen. In Le Revard übersprintete er dabei sogar noch Merckx, der zu früh die Arme hochgerissen hatte, um seinen Etappensieg zu feiern. Guimard konnte sich sowohl gegen Sprinter als auch in den Bergen durchsetzen und trug lange das Grüne Trikot, musste aber auf der vorletzten Etappe nach einer Sehnenscheidenentzündung im Knie aufgeben. Merckx, der die Punktwertung gewann, schenkte ihm am Ende symbolisch sein Grünes Trikot.
Der Franzose Bernard Thévenet konnte zwei schwere Bergetappen für sich entscheiden: zum Mont Ventoux und auf den Ballon d'Alsace. Auf der Etappe über den Col d’Aubisque in den Pyrenäen war er noch schwer gestürzt, hatte sich aber offensichtlich gut erholt.
Der Spanier Luis Ocaña Pernía, der im Vorjahr Merckx’ größter Konkurrent war, musste nach einem Sturz auf der 15. Etappe aufgeben. Ocaña lag zu diesem Zeitpunkt auf dem fünften Gesamtrang, war aber durch eine Krankheit geschwächt.
Lucien Van Impe konnte den Gewinn der Bergwertung aus dem Vorjahr verteidigen. In der Gesamtwertung wurde Felice Gimondi, Sieger von 1965, zweiter hinter Merckx, dritter wurde der Franzose Raymond Poulidor. Merckx konnte sechs Etappen für sich entscheiden und stellte durch seinen vierten Toursieg in Folge Jacques Anquetils Rekord ein.

## Etappen
| Etappe       | Datum    | Etappenorte                                   | type              | Länge (km) | Etappensieger     | Gesamtführender |
| ------------ | -------- | --------------------------------------------- | ----------------- | ---------- | ----------------- | --------------- |
| Prolog       | 1. Jul.  | Angers – Angers                               | Prolog            | 7,2        | Eddy Merckx       | Eddy Merckx     |
| 1. Etappe    | 2. Jul.  | Angers – Saint-Brieuc                         | Flachetappe       | 235,5      | Cyrille Guimard   | Cyrille Guimard |
| 2. Etappe    | 3. Jul.  | Saint-Brieuc – La Baule-Escoublac             | Flachetappe       | 206,5      | Rik Van Linden    | Cyrille Guimard |
| 3. a Etappe  | 4. Jul.  | Pornichet – Saint-Jean-de-Monts               | Flachetappe       | 161        | Ercole Gualazzini | Cyrille Guimard |
| 3. b Etappe  | 4. Jul.  | Saint-Hilaire-de-Riez – Saint-Hilaire-de-Riez | Teamzeitfahren    | 16,2       | Molteni           | Cyrille Guimard |
| 4. Etappe    | 5. Jul.  | Saint-Hilaire-de-Riez – Royan                 | Flachetappe       | 236        | Cyrille Guimard   | Cyrille Guimard |
| 5. a Etappe  | 6. Jul.  | Royan – Bordeaux                              | Flachetappe       | 133,5      | Walter Godefroot  | Cyrille Guimard |
| 5. b Etappe  | 6. Jul.  | Bordeaux – Bordeaux                           | Einzelzeitfahren  | 12,7       | Eddy Merckx       | Cyrille Guimard |
| 6. Etappe    | 7. Jul.  | Bordeaux – Bayonne                            | Flachetappe       | 205        | Leo Duyndam       | Cyrille Guimard |
|              | 8. Jul.  | Ruhetag                                       | Ruhetag           |            |                   |                 |
| 7. Etappe    | 9. Jul.  | Bayonne – Pau                                 | Hochgebirgsetappe | 220,5      | Yves Hézard       | Cyrille Guimard |
| 8. Etappe    | 10. Jul. | Pau – Bagnères-de-Luchon                      | Hochgebirgsetappe | 163,5      | Eddy Merckx       | Eddy Merckx     |
| 9. Etappe    | 11. Jul. | Bagnères-de-Luchon – Colomiers                | Hügelige Etappe   | 179        | Jos Huysmans      | Eddy Merckx     |
| 10. Etappe   | 12. Jul. | Castres – La Grande-Motte                     | Flachetappe       | 210        | Willy Teirlinck   | Eddy Merckx     |
| 11. Etappe   | 13. Jul. | – Mont Ventoux                                | Hochgebirgsetappe | 207        | Bernard Thévenet  | Eddy Merckx     |
| 12. Etappe   | 14. Jul. | Carpentras – Orcières Merlette 1850           | Hochgebirgsetappe | 192        | Lucien Van Impe   | Eddy Merckx     |
|              | 15. Jul. | Ruhetag                                       | Ruhetag           |            |                   |                 |
| 13. Etappe   | 16. Jul. | Orcières Merlette 1850 – Briançon             | Hochgebirgsetappe | 201        | Eddy Merckx       | Eddy Merckx     |
| 14. a Etappe | 17. Jul. | Briançon – Valloire                           | Hochgebirgsetappe | 51         | Eddy Merckx       | Eddy Merckx     |
| 14. b Etappe | 17. Jul. | Valloire – Aix-les-Bains                      | Hochgebirgsetappe | 151        | Cyrille Guimard   | Eddy Merckx     |
| 15. Etappe   | 18. Jul. | Aix-les-Bains – Le Revard                     | Hochgebirgsetappe | 28         | Cyrille Guimard   | Eddy Merckx     |
| 16. Etappe   | 19. Jul. | Aix-les-Bains – Pontarlier                    | Hügelige Etappe   | 198,5      | Willy Teirlinck   | Eddy Merckx     |
| 17. Etappe   | 20. Jul. | Pontarlier – Elsässer Belchen                 | Hügelige Etappe   | 213        | Bernard Thévenet  | Eddy Merckx     |
| 18. Etappe   | 21. Jul. | Vesoul – Auxerre                              | Flachetappe       | 257,5      | Marinus Wagtmans  | Eddy Merckx     |
| 19. Etappe   | 22. Jul. | Auxerre – Versailles                          | Flachetappe       | 230        | Joseph Bruyère    | Eddy Merckx     |
| 20. a Etappe | 23. Jul. | Versailles – Versailles                       | Einzelzeitfahren  | 42         | Eddy Merckx       | Eddy Merckx     |
| 20. b Etappe | 23. Jul. | Versailles – Paris                            | Flachetappe       | 89         | Willy Teirlinck   | Eddy Merckx     |